# Pommery

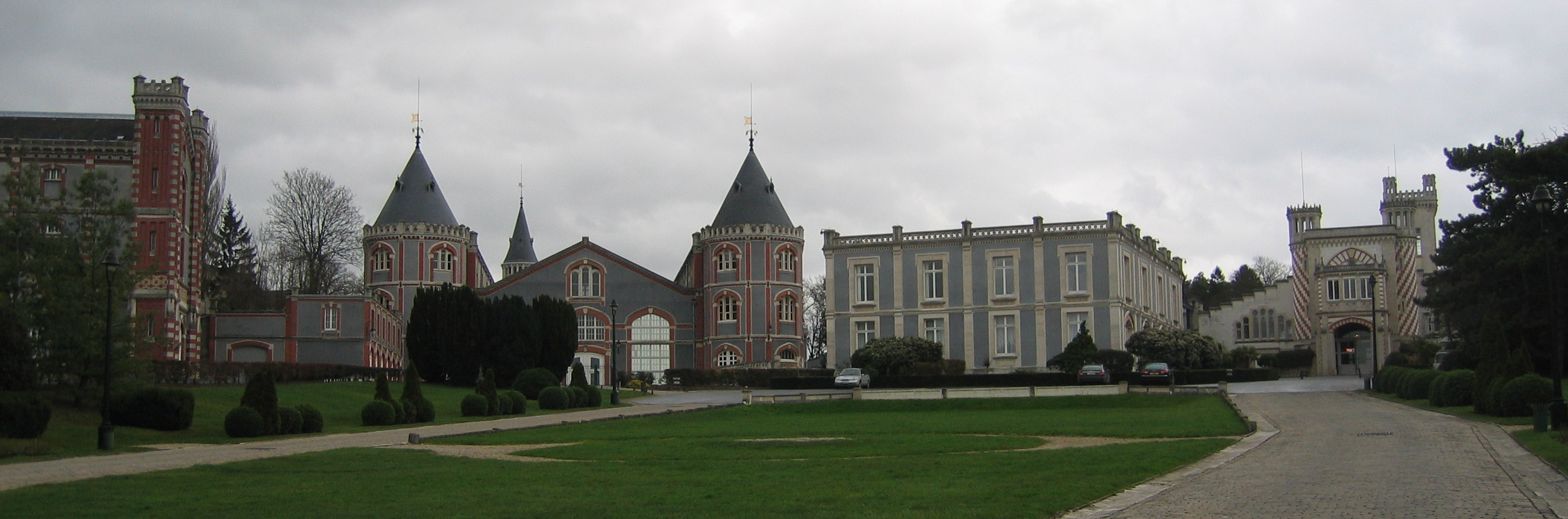
Das Champagnerhaus Pommery in Reims

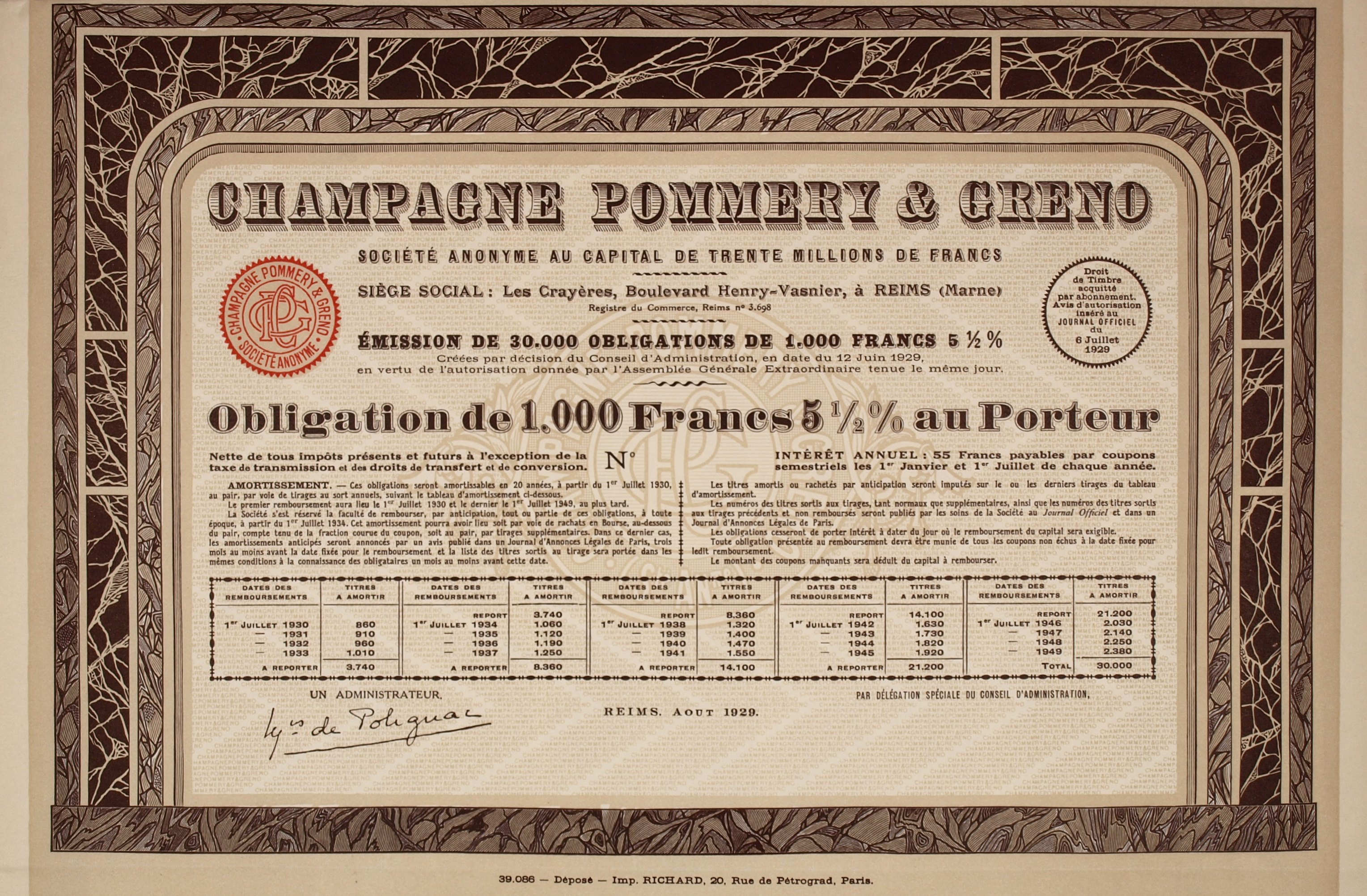
Obligation über 1000 Francs der Champagne Pommery & Greno S.A. vom August 1929

Pommery ist eine Champagnermarke. Das französische Unternehmen wurde 1836 als Pommery et Greno gegründet. 2002 übernahm die Gruppe Vranken-Monopole die Marke. Pommery verwendet wie nahezu alle Champagnerhersteller die Rebsorten Chardonnay, Pinot Noir und Pinot Meunier.

## Geschichte
Pommery & Greno wurde im Jahr 1856 von Louis-Alexandre Pommery und Narcisse Greno gegründet. Kerngeschäft war der Handel mit Wolle. Louise Pommery baute das Unternehmen zur bekanntesten Champagnermarke zu Ende des 19. Jahrhunderts aus.

## Louise Pommery

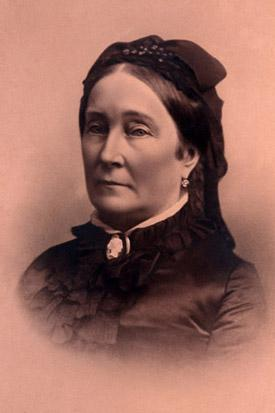
Louise Pommery

Jeanne Alexandrine Louise Mélin wurde am 18. März 1819 im Département Ardennes geboren. Sie heiratete Alexandre Pommery im Jahre 1839. Nach Alexandres Tod im Jahr 1860 übernahm Louise Pommery die Geschäftsführung von Pommery & Greno und richtete das Handelshaus konsequent auf die Herstellung und den Handel mit Champagner aus. Sie erkannte als eine der ersten die Bedeutung der von römischen Soldaten in den Kreidefelsen geschlagenen Felsgänge zur Lagerung des Weins.
Einer ihrer Hauptabsatzmärkte war England. Auch um dem schon damals trockeneren Geschmack der Engländer gerecht zu werden, gab sie ihrem Kellermeister den Auftrag, einen Champagner „brut nature“ zu entwickeln, und wurde dadurch 1874 zur Erfinderin des „Brut“-Champagners. Louise Pommery starb am 18. März 1890 und hinterließ eines der führenden Champagnerhäuser.